# Rubus babae
Rubus babae är en rosväxtart som beskrevs av N. Naruhashi. Rubus babae ingår i släktet rubusar, och familjen rosväxter. Inga underarter finns listade i Catalogue of Life.